# ACA
Adult Children of Alcoholics (ACA) eller Voksne børn af alkoholikere og andre dysfunktionelle familier er et verdensomspændende fællesskab af mænd og kvinder, der fungerer som en brugerstyret selvhjælpsgruppe. Den eneste betingelse for medlemskab af ACA er et ønske om at komme sig over følgerne af at være vokset op i en alkoholisk eller på anden måde dysfunktionel familie. ACA modtager ikke nogen form for udefrakommende økonomisk støtte, men er selvforsynende gennem medlemmernes egne frivillige bidrag. ACA er ikke tilknyttet nogen bestemt trosretning og har ikke nogen politisk tilknytning.

## Historie og udbredelse
ACA (Adult Children of Alcoholics – Voksne Børn af alkoholikere og andre dysfunktionelle familier) er startet i USA ca. 1978 bl.a. af det voksne barn Tony A..
ACA blev i høj grad baseret på Anonyme Alkoholikere, og på de metoder AA allerede havde bevist virkede.
Det første danske møde blev holdt 16. oktober 1988.
Der er ca. 700 grupper i hele verden, heraf ca. 500 i USA og ca. 50 i Danmark.

## Organisation
Hver ACA-gruppe er selvstyrende i egne anliggender. Inden for den enkelte gruppe vil forskellige betroede hverv såsom mødeleder, kasserer, litteraturansvarlig og lignende oftest gå på skift blandt gruppens medlemmer.
Mange ACA-grupper afholder jævnlige gruppesamvittighedsmøder eller forretningsmøder, hvor gruppens interne anliggender diskuteres og eventuelle beslutninger afgøres af gruppen.
Såvel på nationalt som internationalt plan kan ACA nedsætte udvalg, hvis formål er at varetage forskellige opgaver for ACA-fællesskabet. Der er således i ACA et udpræget samarbejde på tværs af de enkelte grupper og lande.
Den konventionelle ACA-gruppe er kendetegnet ved, at interesserede mødes på en nærmere fastsat adresse på et bestemt tidspunkt – ofte en gang ugentligt. Med fremkomsten af internettet er der i de seneste år opstået en del ACA-grupper, der afholder møder gennem e-mail eller chat.
I ACA stilles der ikke noget krav til det enkelte medlem om at antage en bestemt livsform eller livsanskuelse, men mange ACA'ere vil med udgangspunkt i egne positive erfaringer anbefale nye medlemmer at arbejde med ACA's tolvtrinsprogram.
En del ACA'ere har haft gode erfaringer med at få en såkaldt sponsor, der kan vejlede omkring ACA og ACA's program. Sponsoren er ofte en ACA'er med længere tid i programmet. Andre deltager i såkaldte workshops, hvor en større gruppe gennemfører trinene, sammen med en eller flere vejledere.
Anonymitet er en vigtig grundpille i ACA-fællesskabet. Det er således op til hver enkelt medlem selv at afgøre, hvorvidt hun eller han ønsker at delagtiggøre udenforstående omkring sit engagement i ACA. Der er tradition i ACA for, at dets medlemmer ikke fremtræder offentligt i egenskab af ACA-medlemmer, når det gælder presse, radio og tv.

### ACA-Programmet
Nogle medlemmer af ACA mener at det er den støtte de får fra andre medlemmer ved hyppige møder der holder dem følelsesmæssigt ædru. Flere medlemmer, såvel som ACA's litteratur, mener, at en åndelig opvågnen som følge af arbejdet med de 12 trin er af afgørende betydning for livsvarig helbredelse. Nogle mener at ACA's program kort kan opsummeres som "Hav tillid til Gud, rens ud i fortiden og hjælp andre". Medlemmer af ACA opfordres til at arbejde med de 12 trin, fortrinsvis i en trinworkshop eller med en frivillig sponsor. (En sponsor er et mere erfarent medlem af ACA, som har erfaring med arbejdet med trinene.) De 12 trin er sammensat for at hjælpe voksne børn til at opnå en åndelig, følelsemæssig og mental tilstand som bidrager til livsvarig følelsesmæssig ædruelighed. Flere medlemmer af ACA mener, at ved at finde Gud gennem arbejdet med trinene er deres dysfunktionelle adfærd blevet fjernet. Hvor følelsesmæssig ædruelighed førhen var svær og usikker kan disse medlemmer fortælle hvordan det slet ikke er svært længere, så længe de holder sig i god åndelig kondition.
Syn på hvad problemet er: "Ved at komme regelmæssigt til disse møder vil du komme til at se forældre-alkoholisme eller anden familie-dysfunktion som det, den er: en sygdom, der smittede dig som barn og fortsætter med at påvirke dig som voksen." (Citeret fra "Løsningen".)

### De 12 trin
ACA tilbyder et program til genvindelse af helbredet efter at være vokset op i en alkoholisk eller på anden måde dysfunktionel familie. Dette program er kendt under navnet Tolvtrinsprogrammet eller De Tolv Trin.
Programmet benyttes i dag af mange andre fællesskaber, primært Anonyme Alkoholikere.
ACA's 12 trin er et program i 12 trin, der bruges af ACA, der har til formål at hjælpe med at genvinde helbredet efter at være vokset op i en alkoholisk eller på anden måde dysfunktionel familie.
De 12 trin er:
1. Vi indrømmede, at vi var magtesløse overfor følgerne af alkoholisme eller anden familiedysfunktion, og at vi ikke kunne klare vort eget liv.
2. Vi kom til den erkendelse, at en magt større end os selv, kunne give os vor sunde fornuft tilbage.
3. Vi besluttede at lægge vor vilje og vort liv over til Gud, sådan som vi opfattede Gud.
4. Vi foretog en grundig og uforfærdet moralsk selvransagelse.
5. Vi indrømmede overfor Gud, for os selv og et andet menneske, nøjagtigt hvordan det forholdt sig med vores fejl.
6. Vi var helt indstillet på at lade Gud fjerne alle disse karakterbrister.
7. Vi bad ydmygt Gud fjerne alle vores fejl.
8. Vi lavede en liste over alle de mennesker, vi havde gjort fortræd, og vi var villige til at gøre det godt igen.
9. Vi gik direkte til disse mennesker, såfremt vi ikke derved ville såre dem eller andre.
10. Vi fortsatte med vor selvransagelse, og når vi havde fejlet, indrømmede vi det straks.
11. Vi forsøgte gennem bøn og meditation at forbedre vor bevidste kontakt med Gud, sådan som vi opfattede Gud, idet vi bad om at få at vide, hvad der var Guds mening med os, og om at få styrke til at udføre den.
12. Når vi som følge af disse trin havde haft en åndelig opvågnen, forsøgte vi at bringe dette budskab videre til andre og at praktisere disse principper i alt, hvad vi foretog os.

## Eksterne links
- ACA Danmarks hjemmeside Arkiveret 4. maj 2010 hos  Wayback Machine
- ACA WSOs hjemmeside Arkiveret 13. juni 2010 hos  Wayback Machine